# Unshielded Twisted Pair

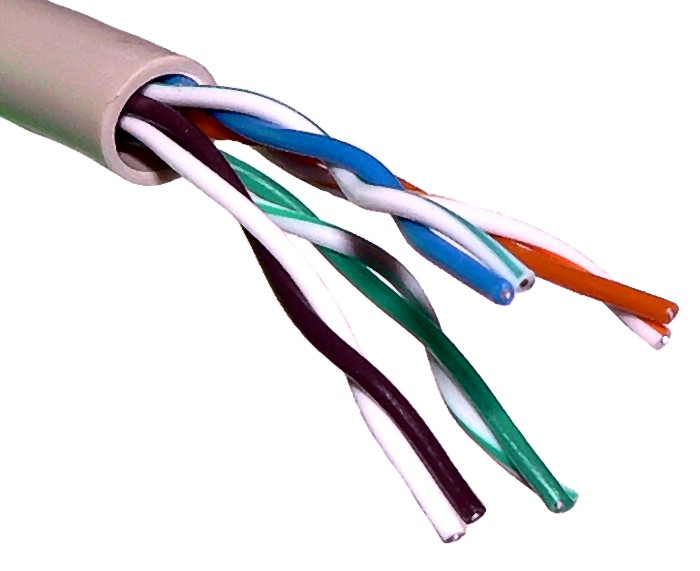
Un cavo UTP

UTP è l'acronimo di Unshielded Twisted Pair e identifica un cavo non schermato utilizzato comunemente per il collegamento nelle reti ethernet.

## Descrizione
È composto da otto fili di rame intrecciati a coppie (pairs). Ciascuna coppia è intrecciata con un passo diverso, e ogni coppia è intrecciata con le altre.
L'intreccio dei fili ha lo scopo di ridurre le interferenze, i disturbi e limitare il crosstalk. La lunghezza massima di un cavo UTP nello standard ethernet è di 100 m.
I cavi UTP seguono le specifiche standardizzate in TIA/EIA che li dividono in varie categorie in base ad esempio al numero di intrecci e alle capacità di trasportare segnali.
Attualmente la categoria 5 e la 5e sono le più utilizzate, esiste tuttavia anche la categoria 6 che permette di raggiungere velocità superiori a parità di lunghezza massima.
Le categorie vanno da 1 a 7.
Un cavo UTP termina con dei connettori di tipo 8P8C che si innestano direttamente nell'interfaccia del dispositivo (scheda di rete, Hub, Switch, Router, ecc).
Se si devono collegare due dispositivi simili (ad esempio PC-PC o SWITCH-HUB) si utilizza un cavo ethernet incrociato mentre se si devono connettere dispositivi diversi (ad esempio PC-SWITCH) uno diritto.
I cavi diritti presentano gli 8 fili nello stesso ordine in entrambi i 2 connettori, mentre quelli cross presentano una sequenza diversa, e vengono usati per collegare tra loro due host ethernet.
Nella costruzione del cavo, ovvero nel crimpare i connettori alle sue estremità si possono seguire due standard: TIA/EIA 568A e TIA/EIA 568B che presentano un ordine degli 8 fili (identificati da diversi colori) diverso.